# Зивс, Самуил Лазаревич
Самуил Лазаревич Зивс (24 декабря 1921, Вентспилс, Латвийская Республика — 1999, Россия) — советский юрист, профессор, доктор юридических наук (1962), заслуженный деятель науки РСФСР (1972).

## Биография
Член ВКП(б) с 1948, с того же года на научной и преподавательской работе. Автор работ в области общей теории государства и права и сравнительного правоведения. Являлся участником Ассоциации советских юристов с 1965, членом Советского комитета защиты мира с 1967, вице-президентом института советско-американских отношений с 1972, 1-м заместителем председателя Антисионистского комитета советской общественности с 1983.
Похоронен на Ромашковском кладбище в Одинцовском районе Московской области.

## Публикации
- Кризис буржуазной законности в современных империалистических государствах. 1958.[1]
- Развитие формы права в современных империалистических государствах. 1960.[2]
- Права человека. 1981.
- Источники права. 1981.
- Анатомия лжи. 1982[3][4] и 1984.[5]

Также его публикации издавались на других языках, включая языки стран социалистического лагеря.